# متین احمدی
متین احمدی یک بازیکن والیبال اهل ایران (بابل) است که در پست مدافع میانی بازی می‌کند. او در حال حاضر عضو تیم ملی والیبال ایران و سایپا تهران در لیگ برتر والیبال ایران است.متین احمدی یکی از چهره‌های جدید تیم ملی والیبال ایران است. وی در لیگ ملت‌های والیبال ۲۰۲۵ حضور داشت.
1. ↑  «متین احمدی». www.irna.ir. ۲ خرداد ١٤٠٣. دریافت‌شده در ۲۰۲۵-۰۸-۰۴.